# 葉鴻輝
葉鴻輝（英語：Yapp Hung Fai，1990年3月21日—），香港著名足球運動員，司職守門員，2016年當選香港足球先生。葉鴻輝現效力香港超級聯賽球會東方，為球隊副隊長。
葉鴻輝為香港足球代表隊隊長，至2024年12月已為港隊於國際賽事出場達100次，是香港足球歷史第一人。
葉鴻輝是香港奪得2009年東亞運動會足球金牌的主要功臣之一，2009年12月12日，在香港大球場上演的東亞運動會足球決賽香港對日本，兩隊加時仍踢成1–1平手。葉鴻輝再次於互射12碼時撲出一球，成為球隊英雄，協助香港以總比數5–3勝出，歷史性奪得綜合運動會金牌，寫下香港足球歷史新一頁，一戰成名的葉鴻輝賽後被球迷稱為「英雄輝」。
葉鴻輝於2015年的世界盃外圍賽兩鬥中國國家隊，葉鴻輝兩回合共阻止了對方80次射門，協助香港兩回合亦以0–0守和中國，被中國内地媒體稱為「令國足絕望的男人」。

## 球員生涯

### 初出茅廬(華家堡)
葉鴻輝生於香港，透過參加「足總青少年暑期推廣計劃」而踏出球員生涯第一步，第一次參加可能因為自己的水平不夠好，未獲選到比賽階段。翌年葉鴻輝再與小學同學及朋友轉到荃灣區報名，結果順利入選第二階段，有機會參加比賽。當年在荃灣分區比賽期間獲當區總監張飛達留意，再推薦給曾偉忠，由後者安排跟隨當時港青守門員教練盧國華受訓，同期還有現役港超門將梁興傑及王子謙。盧國華其後將這位身材不算突出、但心理質素甚強的小伙子推薦給港少教練黎新祥，黎新祥再破例讓當時只有13歲的葉鴻輝「跳級」出戰亞少盃外圍賽，讓他提早吸取經驗，為將來賽事做準備。在青年軍時代，葉鴻輝獲得啟蒙教練盧國華稱讚擁有良好技術及心理質素，並且預言會成為未來香港隊門將接班人，其後亦獲得前香港隊門將鍾皓賢指導。2005–06年香港丙組聯賽，年僅15歲便首次為香港09上陣把關出戰九龍城，在未有失球情況下，協助球隊2–0擊敗九龍城，完成第一場丙組賽事。2006–07年度香港丙組（地區）足球聯賽，協助香港09壓倒南區，成為香港丙組（地區）足球聯賽冠軍。在丙組總決賽，失兩球情況下奪得總亞軍。
隨後香港09改組成香港C隊，葉鴻輝放棄升預科機會，加盟剛剛升上甲組的華家堡。2007–08年度球季，葉鴻輝原本擔任國援門將鍾杰的副手，但是由於鍾杰在對南華一役連番出錯，導致華家堡以1–6大敗。及後鍾杰受傷，於第6週對聯華紅牛的甲組聯賽，年僅17歲的葉鴻輝首次正選替華家堡把關，結果賽和1–1。葉鴻輝出色的表現漸漸受到外間的讚賞，於聯賽盃表現出色屢救險球，協助華家堡一雪前恥，1–0爆冷擊敗南華。至此，葉鴻輝奠定華家堡正選門將地位。2008年5月8日，華家堡班主林鶴齡因為球隊成績不佳而宣佈散班，雖然曾經獲得班霸南華邀請，但是最終選擇追隨領隊陳曉明與教練李健和加盟東方並獲重用，不是很多球隊願意給予機會年輕門將，但李健和與陳曉明由華家堡到東方，都不介意成績而放膽讓葉鴻輝落場。

### 嶄露頭角(天水圍飛馬+南華)
2009年夏天，東方宣佈來季將退出甲組行列，並且主動要求降落丙組作賽，葉鴻輝遂轉投地區球隊天水圍飛馬，壓倒李健取得正選門將地位。2010年5月29日，天水圍飛馬以2–1擊敗公民勇奪足總盃冠軍，賽後葉鴻輝宣佈來季加盟南華。葉鴻輝表示自己已有心理準備面對在南華遇到的種種困難，有信心在這支本地最強班霸續創高峰，並表示加盟南華從來都是所有本地球員的夢想，他認為自己現今的狀態和信心都有力應付效力南華非同一般的壓力。2009–10年度香港足球明星選舉，葉鴻輝首次當選足球明星，兼獲最佳年青球員獎項。在效力南華的四個球季中，葉鴻輝贏得首個聯賽冠軍以及多不勝數的個人獎項。2013年東亞盃預賽舉行期間，中超球會貴州人和開始斟介葉鴻輝，貴州人和每次作客出戰亞冠盃途經香港時，都聯絡葉鴻輝，表達希望葉鴻輝在下次轉會市場重開時加盟的訊息。2013年5月9日，葉鴻輝承認受到貴州人和斟介，對方希望與他簽約四年，他認為機會難得錯過了未必再有，加上南華暨香港代表隊守門員教練范俊業亦支持他出外發展，希望他可以完成其當年適逢巨變未能夠完成衝出香港的願望，故此葉鴻輝亦希望加盟貴州人和，惟他與南華仍然有一年合約期限，他惟有靜待兩間球會的洽商結果。2013年6月，貴州人和向葉鴻輝建議一紙為期5年的合約，惟因為適逢中國足球協會人事變動，致使其內援身份確認文件一再拖延，最終因為非中国足协的守門員被中國足協視為外援，而致函予貴州人和表示根據於1999年發佈的《禁止引用外籍守門員政策》而拒絕葉鴻輝註冊，故此上述轉會事宜被逼中止。

### 轉會東方龍獅
2014年7月，葉鴻輝重返香港超級聯賽球隊東方，並在下半季開始擔任隊長，他解釋重返舊球隊東方全因為多年前的一個承諾，葉鴻輝早年在東方效力時，曾經跟梁守志（當時東方總監）承諾假若有天球會需要他重返球隊，他重必定會回巢歸隊。在2014–15香港足球明星選舉，東方隊長葉鴻輝連續6年入選最佳11人。2015–16香港足球明星選舉，香港首席門將葉鴻輝當選香港足球先生，他亦是繼前輩范俊業後第二個當選香港足球先生的守門員，並入選最佳11人。2016年7月，由於東方早前因會長黎同光撤資致前途未定，兼直接失去來年直闖亞冠盃分組賽資格，隊長葉鴻輝在社交網站均出文表明：「無論如何，我來季都會繼續留係東方！」最終東方獲南海能興集團贊助，冠名以東方龍獅出戰港超聯。2017年2月22日，東方龍獅首場亞冠盃分組賽前夕，葉鴻輝獲內地傳媒《網易體育》以《恒大對手門將曾讓國足絕望　兩場拒80腳射門》為題，點名指他「才是恒大最需要提防的人物」。
2017年2月23日，史上首支參與亞冠盃的東方龍獅於天河體育場作客兩屆亞冠盃盟主廣州恒大，開賽早段東方龍獅已經接連有黃梓浩及黃志聰領紅被逐，全場大部分時間少打兩人，雖然被對手射門29次，但葉鴻輝仍作出9次成功撲救且零失誤，包括於23分鐘後撲出阿倫主射的12碼，最終東方龍獅亦以0–7慘敗，賽後，葉鴻輝獲神勇的演出仍獲得不少內地傳媒和球迷好評。2017年1月3日，東方龍獅於亞冠盃G組分組賽第二場在旺角大球場以1–1賽和日本球隊川崎前鋒，賽後隊長葉鴻輝則獲亞洲足球協會為賽事最佳球員，並被川崎前鋒教練鬼木達稱讚表現，形容反應很好是不俗的球員，亦是香港球隊首次在亞冠盃改制後主場首次取得分數，創下香港足球新歷史。2017年3月27日，亞洲足球協會公布首三輪亞冠盃分組賽的守門員撲救數字統計，葉鴻輝以16個撲救在各隊中排第3，最終首次參賽的東方龍獅以1和5負完成亞冠盃分組賽賽事，而葉鴻輝更於季尾的香港足球明星選舉連續8年入選最佳十一人及首次當選Yahoo人氣足球員搜尋大獎，不過他在台上直言受之有愧（今季聯賽失球達25個）表現不值獲得這個獎更向其他候選人說聲不好意思，指其餘兩位候選人謝德謙與王振鵬表現都在自己之上。12月25日，對冠忠南區的高級組銀牌四強，因韓籍隊友曹泰根在75分鐘一記柔弱在禁區外的回傳，被南區外援球員蘇沙截走，導致葉鴻輝即時要在禁區外犯規撞跌單刀的蘇沙，拿下職業生涯首張紅牌，被球證驅逐離場，結果幸好東方仍以1–0勝出連續四年晉身決賽。
2018年7月，葉鴻輝改任東方龍獅副隊長。
2019-20球季，葉鴻輝協助東方奪得香港足總盃與香港高級組銀牌冠軍。
2024年11月20日，葉鴻輝為東方上陣200場。2024-25球季，葉鴻輝再度協助東方奪得香港足總盃與香港高級組銀牌雙料冠軍。

## 國際賽生涯
2008年10月29日，葉鴻輝首次入選香港足球代表隊集訓隊名單，備戰亞洲盃外圍賽。2009年，葉鴻輝入選香港東亞運代表隊，有份參與東亞運動會。2009年12月10日晚上，在香港大球場上演的東亞運動會準決賽，由香港對北韓，兩隊加時仍踢成1–1平手，葉鴻輝於互射12碼時撲出一球，協助香港以總比數5－3勝出，歷史性殺入綜合運動會決賽。2009年12月12日晚上，在香港大球場上演的東亞運動會足球決賽，由香港對日本，兩隊加時仍踢成1－1平手，葉鴻輝再次於互射12碼時撲出一球，成為球隊英雄，協助香港以總比數5－3勝出，歷史性奪得綜合運動會金牌，寫下香港足球史新一頁。一戰成名的葉鴻輝，賽後被隊友戲稱為「英雄輝」。葉鴻輝憑著東亞運的出色表現，成功入選香港足球代表隊。
2010年2月11日，首次代表香港隊於東亞足球錦標賽上陣對日本，雖然以0－3落敗，但是葉鴻輝在比賽中屢救險球，表現獲得讚賞。2012年1月1日，於惠州奧林匹克體育場上演的第34屆省港盃第二回合，雙方於加時後仍踢成0－0平手，總比數2－2，需射12碼決勝負。葉鴻輝在7輪12碼中，先後救出尹鴻博，李健華及葛振的施射，帶領香港以總比數5－4勝出。2013年1月1日，香港代表隊在第35屆省港盃次回合以2－1險勝廣東隊，兩回合賽和2－2；門將葉鴻輝在互射12碼又立功，助香港隊贏9－8。連續兩屆以12碼擊敗廣東隊。
2018年世界盃亞洲區外圍賽，因香港隊隊長陳偉豪的受傷，所以由葉鴻輝擔任香港隊隊長。2015年9月3日，世界盃亞洲區外圍賽，香港隊於深圳作客排名高香港60位的中國國家隊，在隊長葉鴻輝成功瓦解對手41次施射，以及基藍馬、法圖斯等後防球員表現超水準下，香港隊力保不失，以0－0逼和對手。賽後葉鴻輝在社交網頁上聲稱中國國家隊隊長兼前亞洲足球先生鄭智在葉鴻輝補時階段躺在地上時，辱罵他是「狗」，葉鴻輝在Instagram上表示「我地做到了！仲有，我地香港隊係一心防守！自己贏唔到唔順氣走黎話我係狗！亞洲足球先生，你係好波，但你既球品就完全唔得！」不過對方否認有關指控，又反指香港隊「縮在後場不進攻，還拖延時間」。2015年11月17日，在次回合的世界盃亞洲區外圍賽賽事，香港隊返回主場香港旺角大球場迎戰中國，隊長葉鴻輝正選上陣最終助香港隊再次以0－0逼和中國隊，兩回合共阻止了對方80次射門。
2018年放下香港隊隊長臂章，同時葉鴻輝認為卸下隊長也能夠為他減輕雙重壓力。
2019年9月10日，在2022年世界盃亞洲區外圍賽香港隊主場迎戰伊朗的賽事中，葉鴻輝第71次為大港腳在國際A級賽事上陣，成為香港隊史上國際A級賽事上陣最多的球員。
2023年12月，葉鴻輝入選香港隊出戰亞洲盃的決選名單，他於首兩場小組賽正選上陣。
2024年12月8日，在東亞足球錦標賽外圍賽香港隊主場迎戰蒙古的賽事中，葉鴻輝第100次於國際A級賽中代表香港上陣。

## 個人生活
葉鴻輝為新界北區蓮麻坑村原居民。葉鴻輝祖父因村中生活艱難在戰前移民北婆羅洲，於1960年代初帶同5子1女回流中國內地。1973年葉鴻輝父親獲准來港居留，自此一家人住在香港市區。
葉鴻輝曾經就讀於天主教石鐘山紀念小學及皇仁舊生會中學，在會考取得13分，其中在地理科取得B級成績。不過為了專注足球事業，中六時雖然考取到升讀大學的資格，但他毅然選擇暫時放下學業，希望在足球生涯取得更好成績。他說：「出道不久時，試過邊練波邊讀專教院，只是早上上課之後練習，整個人比較疲倦，既難集中訓練，讀書亦不太夠精神，所以兼顧了一季便輟學。始終書將來仍可以讀，但波就要趁年輕才踢得好。」
2010年5月，葉鴻輝於香港專業教育學院柴灣分校完成運動管理及訓練學高級文憑課程，期間曾經因為備戰亞洲盃及東亞運而暫時休學。天水圍飛馬董事梁芷珊有意透過運動員獎勵計劃引薦葉鴻輝入讀香港大學的運動及健康理學士。
2020年，葉鴻輝與妻子結婚，妻子是楊正光的胞妹。他們於2022年誕下第一個孩子Declan。

## 榮譽
天水圍飛馬
- 香港足總盃冠軍（2009–10季度）

南華
- 香港足總盃冠軍（2010–11季度）
- 香港甲組足球聯賽冠軍(舊制)（2012–13季度）

東方
- 香港超級聯賽冠軍（2015–16季度）
- 香港高級組銀牌冠軍（2019–20、2024–25季度）
- 香港足總盃冠軍（2019–20、2023–24、2024–25季度）
- 香港菁英盃冠軍（2020–21季度）
- 香港社區盃冠軍（2016年）

香港代表隊
- 東亞運動會足球項目金牌（2009年）
- 香港傑出運動員選舉 香港最佳運動隊伍（2009年）

個人
- 香港足球明星選舉 最佳十一人（2009–10、2010–11、2011–12、2012–13、2013–14、2014–15、2015–16、2016–17、2020–21、2022–23、2024–25季度）
- 香港足球先生（2015–16季度）

## 國際賽事紀錄
- 僅列出國際A級比賽

| #   | 時間            | 地點                              | 對手         | 比數 | 入球 | 失球 | 隊長 | 賽事性質                       |
| --- | --------------- | --------------------------------- | ------------ | ---- | ---- | ---- | ---- | ------------------------------ |
| 1   | 2010年2月11日   | 東京 國立霞丘陸上競技場           | 日本         | 0–3  | 0    | –3   |      | 2010年東亞足球錦標賽           |
| 2   | 2010年2月14日   | 東京 國立霞丘陸上競技場           | 中國         | 0–2  | 0    | –2   |      | 2010年東亞足球錦標賽           |
| 3   | 2010年3月3日    | 香港 香港大球場                   | 葉門         | 0–0  | 0    | 0    |      | 2011年亞洲盃外圍賽             |
| 4   | 2010年10月9日   | 高雄 國家體育場                   | 菲律賓       | 4–2  | 0    | –2   |      | 2010年龍騰盃                   |
| 5   | 2010年10月12日  | 高雄 國家體育場                   | 中華臺北     | 1–1  | 0    | –1   |      | 2010年龍騰盃                   |
| 6   | 2011年2月9日    | 莎阿南 莎阿南體育場               | 马来西亚     | 0–2  | 0    | –2   |      | 國際友誼賽                     |
| 7   | 2011年7月23日   | 達曼 穆罕默德賓法赫德王子體育場   | 沙烏地阿拉伯 | 0–3  | 0    | –3   |      | 2014年世界盃外圍賽             |
| 8   | 2011年7月28日   | 香港 小西灣運動場                 | 沙烏地阿拉伯 | 0–5  | 0    | –5   |      | 2014年世界盃外圍賽             |
| 9   | 2011年9月30日   | 高雄 國家體育場                   | 菲律賓       | 3–3  | 0    | –3   |      | 2011年龍騰盃                   |
| 10  | 2011年10月4日   | 高雄 國家體育場                   | 中華臺北     | 6–0  | 0    | 0    |      | 2011年龍騰盃                   |
| 11  | 2012年2月29日   | 香港 旺角大球場                   | 中華臺北     | 5–1  | 0    | –1   |      | 國際友誼賽                     |
| 12  | 2012年6月1日    | 香港 香港大球場                   | 新加坡       | 1–0  | 0    | 0    |      | 國際友誼賽                     |
| 13  | 2012年6月10日   | 香港 旺角大球場                   | 越南         | 1–2  | 0    | –2   |      | 國際友誼賽                     |
| 14  | 2012年8月15日   | 裕廊西 裕廊西體育中心             | 新加坡       | 0–2  | 0    | –2   |      | 國際友誼賽                     |
| 15  | 2012年10月16日  | 香港 旺角大球場                   | 马来西亚     | 0–3  | 0    | –3   |      | 國際友誼賽                     |
| 16  | 2012年11月14日  | 莎阿南 莎阿南體育場               | 马来西亚     | 1–1  | 0    | –1   |      | 國際友誼賽                     |
| 17  | 2012年12月1日   | 香港 旺角大球場                   | 關島         | 2–1  | 0    | –1   |      | 2013年東亞盃第二圈             |
| 18  | 2012年12月3日   | 香港 旺角大球場                   |              | 0–1  | 0    | –1   |      | 2013年東亞盃第二圈             |
| 19  | 2012年12月7日   | 香港 香港大球場                   | 中華臺北     | 2–0  | 0    | 0    |      | 2013年東亞盃第二圈             |
| 20  | 2012年12月9日   | 香港 香港大球場                   |              | 0–4  | 0    | –4   |      | 2013年東亞盃第二圈             |
| 21  | 2013年2月6日    | 塔什干 柏克塔哥體育場             |              | 0–0  | 0    | 0    |      | 2015年亞洲盃外圍賽             |
| 22  | 2013年3月22日   | 香港 旺角大球場                   | 越南         | 1–0  | 0    | 0    |      | 2015年亞洲盃外圍賽             |
| 23  | 2013年6月4日    | 香港 旺角大球場                   | 菲律賓       | 0–1  | 0    | –1   |      | 國際友誼賽                     |
| 24  | 2013年月9月10日 | 香港 旺角大球場                   | 新加坡       | 1–0  | 0    | 0    |      | 國際友誼賽                     |
| 25  | 2013年10月15日  | 香港 香港大球場                   | 阿联酋       | 0–4  | 0    | –4   |      | 2015年亞洲盃外圍賽             |
| 26  | 2013年11月15日  | 阿布達比 穆罕默德·本·扎耶德體育場 | 阿联酋       | 0–4  | 0    | –4   |      | 2015年亞洲盃外圍賽             |
| 27  | 2013年11月19日  | 香港 香港大球場                   |              | 0–2  | 0    | –2   | (c)  | 2015年亞洲盃外圍賽             |
| 28  | 2014年3月5日    | 河內 美亭國家體育場               | 越南         | 1–3  | 0    | –3   |      | 2015年亞洲盃外圍賽             |
| 29  | 2014年9月6日    | 海防 海防體育場                   | 越南         | 1–3  | 0    | –3   |      | 國際友誼賽                     |
| 30  | 2014年9月9日    | 後港 後港體育場                   | 新加坡       | 0–0  | 0    | 0    |      | 國際友誼賽                     |
| 31  | 2014年10月10日  | 香港 旺角大球場                   | 新加坡       | 2–1  | 0    | –1   |      | 國際友誼賽                     |
| 32  | 2014年10月14日  | 香港 香港大球場                   | 阿根廷       | 0–7  | 0    | –7   |      | 國際友誼賽                     |
| 33  | 2014年11月13日  | 台北 台北田徑場                   |              | 1–2  | 0    | –2   | (c)  | 2013年東亞盃第二圈             |
| 34  | 2014年11月16日  | 台北 台北田徑場                   | 中華臺北     | 1–0  | 0    | 0    | (c)  | 2013年東亞盃第二圈             |
| 35  | 2014年11月19日  | 台北 台北田徑場                   | 關島         | 0–0  | 0    | 0    | (c)  | 2013年東亞盃第二圈             |
| 36  | 2015年3月28日   | 香港 旺角大球場                   | 關島         | 1–0  | 0    | 0    |      | 國際友誼賽                     |
| 37  | 2015年6月6日    | 武吉加里爾國家體育場 吉隆坡       | 马来西亚     | 0–0  | 0    | 0    | (c)  | 國際友誼賽                     |
| 38  | 2015年6月11日   | 香港 旺角大球場                   | 不丹         | 7–0  | 0    | 0    | (c)  | 2018年世界盃外圍賽             |
| 39  | 2015年6月16日   | 香港 旺角大球場                   | 馬爾地夫     | 2–0  | 0    | 0    | (c)  | 2018年世界盃外圍賽             |
| 40  | 2015年9月4日    | 深圳 寶安體育館                   | 中國         | 0–0  | 0    | 0    | (c)  | 2018年世界盃外圍賽             |
| 41  | 2015年9月8日    | 香港 旺角大球場                   |              | 2–3  | 0    | –3   | (c)  | 2018年世界盃外圍賽             |
| 42  | 2015年10月8日   | 曼谷 拉加曼加拉體育場             | 泰國         | 0–1  | 0    | –1   | (c)  | 國際友誼賽                     |
| 43  | 2015年10月13日  | 廷布 不丹體育場                   | 不丹         | 1–0  | 0    | 0    | (c)  | 2018年世界盃外圍賽             |
| 44  | 2015年11月7日   | 香港 旺角大球場                   | 緬甸         | 5–0  | 0    | 0    | (c)  | 國際友誼賽                     |
| 45  | 2015年11月12日  | 馬累 馬爾地夫國家體育場           | 馬爾地夫     | 1–0  | 0    | 0    | (c)  | 2018年世界盃外圍賽             |
| 46  | 2015年11月17日  | 香港 旺角大球場                   | 中國         | 0–0  | 0    | 0    | (c)  | 2018年世界盃外圍賽             |
| 47  | 2016年3月24日   | 多哈 賈西姆本哈馬德體育場         |              | 0–2  | 0    | –2   | (c)  | 2018年世界盃外圍賽             |
| 48  | 2016年6月3日    | 仰光 吉諦瑜杜烏拿體育場           | 越南         | 2–2  | 0    | 0    |      | AYA銀行盃2016                  |
| 49  | 2016年9月1日    | 香港 旺角大球場                   | 柬埔寨       | 4–2  | 0    | –2   | (c)  | 國際友誼賽                     |
| 50  | 2016年10月6日   | 柬埔寨 奧林匹克體育場             | 柬埔寨       | 2–0  | 0    | –0   | (c)  | 國際友誼賽                     |
| 51  | 2016年10月11日  | 香港 旺角大球場                   | 新加坡       | 2–0  | 0    | –0   | (c)  | 國際友誼賽                     |
| 52  | 2016年11月6日   | 香港 旺角大球場                   | 關島         | 3–2  | 0    | –2   | (c)  | 2017年東亞盃外圍賽             |
| 53  | 2016年11月9日   | 香港 旺角大球場                   | 中華臺北     | 4–2  | 0    | –2   | (c)  | 2017年東亞盃外圍賽             |
| 54  | 2016年11月12日  | 香港 旺角大球場                   |              | 0–1  | 0    | –1   | (c)  | 2017年東亞盃外圍賽             |
| 55  | 2017年3月28日   | 黎巴嫩 卡密拉夏蒙體育中心體育場   | 黎巴嫩       | 0–2  | 0    | –2   | (c)  | 2019年亞洲盃外圍賽第三圈       |
| 56  | 2017年6月7日    | 香港 旺角大球場                   | 约旦         | 0–0  | 0    | –0   | (c)  | 國際友誼賽                     |
| 57  | 2017年6月13日   | 香港 香港大球場                   |              | 1–1  | 0    | –1   | (c)  | 2019年亞洲盃外圍賽第三圈       |
| 58  | 2017年9月5日    | 馬來西亞 漢惹拔體育場             | 马来西亚     | 1–1  | 0    | –1   | (c)  | 2019年亞洲盃外圍賽第三圈       |
| 59  | 2017年10月5日   | 香港 旺角大球場                   |              | 4–0  | 0    | –0   | (c)  | 國際友誼賽                     |
| 60  | 2017年10月10日  | 香港 香港大球場                   | 马来西亚     | 2–0  | 0    | –0   | (c)  | 2019年亞洲盃外圍賽第三圈       |
| 61  | 2017年11月9日   | 香港 旺角大球場                   | 巴林         | 0–2  | 0    | –2   | (c)  | 國際友誼賽                     |
| 62  | 2017年11月14日  | 香港 香港大球場                   | 黎巴嫩       | 0–1  | 0    | –1   | (c)  | 2019年亞洲盃外圍賽第三輪圈     |
| 63  | 2018年3月27日   | 朝鮮 金日成競技場                 |              | 0–2  | 0    | –2   | (c)  | 2019年亞洲盃外圍賽第三輪圈     |
| 64  | 2018年10月11日  | 香港 旺角大球場                   | 泰國         | 0–1  | 0    | –1   | (c)  | 國際友誼賽                     |
| 65  | 2018年10月11日  | 印尼 威巴瓦穆蒂運動場             | 印度尼西亞   | 1–1  | 0    | –1   | (c)  | 國際友誼賽                     |
| 66  | 2018年11月11日  | 台北 台北田徑場                   | 中華臺北     | 1–2  | 0    | –1   |      | 2019年東亞足球錦標賽           |
| 67  | 2018年11月13日  | 台北 台北田徑場                   |              | 0–0  | 0    | 0    |      | 2019年東亞足球錦標賽           |
| 68  | 2018年11月16日  | 台北 台北田徑場                   | 蒙古国       | 5–1  | 0    | –1   |      | 2019年東亞足球錦標賽           |
| 69  | 2019年6月11日   | 香港 旺角大球場                   | 中華臺北     | 0-2  | 0    | –2   |      | 國際友誼賽                     |
| 70  | 2019年9月5日    | 柬埔寨 奧林匹克體育場             | 柬埔寨       | 1-1  | 0    | –1   |      | 2022年世界盃亞洲區外圍賽       |
| 71  | 2019年9月10日   | 香港 香港大球場                   | 伊朗         | 0–2  | 0    | –2   |      | 2022年世界盃亞洲區外圍賽       |
| 72  | 2019年9月10日   | 伊拉克 巴士拉體育城               | 伊拉克       | 0–2  | 0    | –2   |      | 2022年世界盃亞洲區外圍賽       |
| 73  | 2019年11月14日  | 香港 香港大球場                   | 巴林         | 0–0  | 0    | 0    |      | 2022年世界盃亞洲區外圍賽       |
| 74  | 2019年11月19日  | 香港 香港大球場                   | 柬埔寨       | 2–0  | 0    | -0   |      | 2022年世界盃亞洲區外圍賽       |
| 75  | 2019年12月11日  | 南韓釜山亞運會主競技場            |              | 0-2  | 0    | -2   |      | 2019年東亞足球錦標賽           |
| 76  | 2019年12月18日  | 南韓釜山亞運會主競技場            | 中國         | 0-2  | 0    | -2   |      | 2019年東亞足球錦標賽           |
| 77  | 2021年6月3日    | 巴林 穆哈拉格體育場               | 伊朗         | 1–3  | 0    | –3   |      | 2022年世界盃亞洲區外圍賽       |
| 78  | 2021年6月11日   | 巴林 穆哈拉格體育場               | 伊拉克       | 0–1  | 0    | –1   |      | 2022年世界盃亞洲區外圍賽       |
| 79  | 2021年6月15日   | 巴林 巴林國家體育場               | 巴林         | 0–4  | 0    | –4   |      | 2022年世界盃亞洲區外圍賽       |
| 80  | 2022年6月11日   | 印度 鹽湖體育場                   | 柬埔寨       | 3–0  | 0    | -0   |      | 2023年亞足聯亞洲盃外圍賽       |
| 81  | 2022年6月15日   | 印度 鹽湖體育場                   | 印度         | 0–4  | 0    | –4   |      | 2023年亞足聯亞洲盃外圍賽       |
| 82  | 2022年9月24日   | 香港 香港大球場                   | 緬甸         | 0–0  | 0    | 0    | (c)  | 國際友誼賽                     |
| 83  | 2023年3月28日   | 柔佛蘇丹依布拉欣體育場            | 马来西亚     | 0-2  | 0    | –2   | (c)  | 國際友誼賽                     |
| 84  | 2023年6月15日   | 海防拉赫特雷運動場                | 越南         | 0-1  | 0    | –1   |      | 國際友誼賽                     |
| 85  | 2023年6月19日   | 香港 香港大球場                   | 泰國         | 0–1  | 0    | -1   |      | 國際友誼賽                     |
| 86  | 2023年9月7日    | 柬埔寨 奧林匹克體育場             | 柬埔寨       | 1-1  | 0    | –1   | (c)  | 國際友誼賽                     |
| 87  | 2023年10月12日  | 香港 香港大球場                   | 不丹         | 4–0  | 0    | 0    | (c)  | 2026世界盃外圍賽第一圈         |
| 88  | 2023年11月21日  | 香港 香港大球場                   |              | 2-2  | 0    | -2   | (c)  | 2026世界盃外圍賽第二圈         |
| 89  | 2024年1月14日   | 哈利法國際體育場                  | 阿联酋       | 3-1  | 0    | -3   | (c)  | 2023年亞洲盃                   |
| 90  | 2024年1月20日   | 哈利法國際體育場                  | 伊朗         | 0-1  | 0    | -1   | (c)  | 2023年亞洲盃                   |
| 91  | 2024年3月21日   | 香港 旺角大球場                   |              | 0–2  | 0    | –2   | (c)  | 2026世界盃外圍賽第二圈         |
| 92  | 2024年3月26日   | 塔什干 柏克塔哥體育場             |              | 0–3  | 0    | -3   | (c)  | 2026世界盃外圍賽第二圈         |
| 93  | 2024年6月6日    | 香港 香港大球場                   | 伊朗         | 2–4  | 0    | –4   | (c)  | 2026世界盃外圍賽第二圈         |
| 94  | 2024年6月11日   | 土庫曼 阿什哈巴德運動場           |              | 0-0  | 0    | 0    | (c)  | 2026世界盃外圍賽第二圈         |
| 95  | 2024年9月8日    | 斐濟 邱吉爾公園球場               | 斐济         | 1-1  | 0    | －1  | (c)  | 國際友誼賽                     |
| 96  | 2024年10月10日  | 列支敦士登 萊茵公園球場           | 列支敦斯登   | 0-1  | 0    | －1  | (c)  | 國際友誼賽                     |
| 97  | 2024年10月15日  | 香港 香港大球場                   | 柬埔寨       | 3–0  | 0    | –0   | (c)  | 國際友誼賽                     |
| 98  | 2024年11月14日  | 香港 香港大球場                   | 菲律賓       | 3-1  | 0    | -1   | (c)  | 國際友誼賽                     |
| 99  | 2024年11月19日  | 香港 旺角大球場                   | 模里西斯     | 1-0  | 0    | -0   | (c)  | 國際友誼賽                     |
| 100 | 2024年12月8日   | 香港 旺角大球場                   | 蒙古国       | 3-0  | 0    | -0   | (c)  | 2025年東亞足球錦標賽           |
| 101 | 2024年12月8日   | 香港 旺角大球場                   | 中華臺北     | 2-1  | 0    | -1   | (c)  | 2025年東亞足球錦標賽           |
| 102 | 2024年12月14日  | 香港 香港大球場                   | 關島         | 5-0  | 0    | -0   | (c)  | 2025年東亞足球錦標賽           |
| 103 | 2025年3月19日   | 香港 旺角大球場                   | 澳門         | 2-0  | 0    | -0   | (c)  | 國際友誼賽                     |
| 104 | 2025年3月25日   | 新加坡 新加坡國家體育場           | 新加坡       | 0–0  | 0    | –0   | (c)  | 2027年亞足聯亞洲盃外圍賽第三圈 |
| 105 | 2025年6月5日    | 香港 香港大球場                   | 尼泊尔       | 0-0  | 0    | -0   | (c)  | 國際友誼賽                     |
| 106 | 2025年6月10日   | 香港 啟德體育園                   | 印度         | 1–0  | 0    | –0   | (c)  | 2027年亞足聯亞洲盃外圍賽第三圈 |
| 107 | 2025年7月8日    | 南韓 龍仁米爾體育場               | 日本         | 6-1  | 0    | –6   | (c)  | 2025年東亞足球錦標賽           |
| 108 | 2025年7月11日   | 南韓 龍仁米爾體育場               |              | 0-2  | 0    | –2   | (c)  | 2025年東亞足球錦標賽           |
| 109 | 2025年7月11日   | 南韓 龍仁米爾體育場               | 中國         | 0-1  | 0    | –1   | (c)  | 2025年東亞足球錦標賽           |

## 外部連結
- 葉鴻輝的Facebook專頁
- 葉鴻輝的Instagram帳戶

- 香港足球總會網站球員資料 （页面存档备份，存于）

| 體育角色      | 體育角色                                        | 體育角色      |
| ------------- | ----------------------------------------------- | ------------- |
| 前任： 陳偉豪 | 香港足球代表隊隊長 2017年6月7日－2018年11月10日 | 繼任： 黃洋   |
| 前任： 梁志榮 | 東方龍獅隊長 2015年5月8日－2018年7月            | 繼任： 梁振邦 |